# Condado de Jefferson (Ohio)

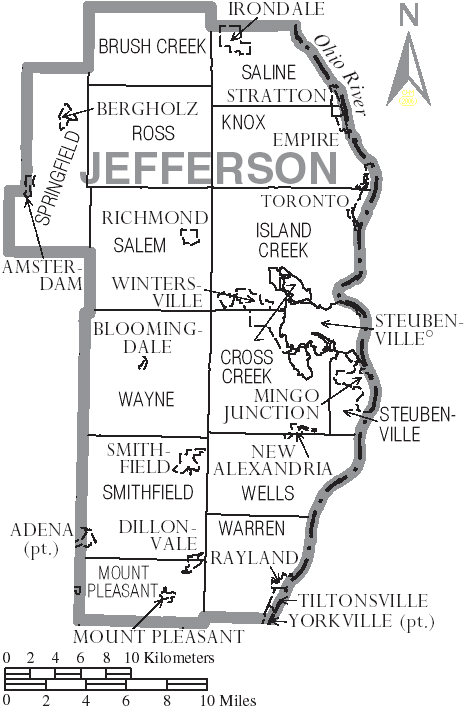
Mapa do condado.

O Condado de Jefferson é um dos 88 condados do Estado americano de Ohio. A sede do condado é Steubenville, e sua maior cidade é Steubenville. O condado possui uma área de 1 064 km² (dos quais 3 km² estão cobertos por água), uma população de 73 894 habitantes, e uma densidade populacional de 70 hab/km² (segundo o censo nacional de 2000). O condado foi fundado em 1797.